# Erich Wallroth

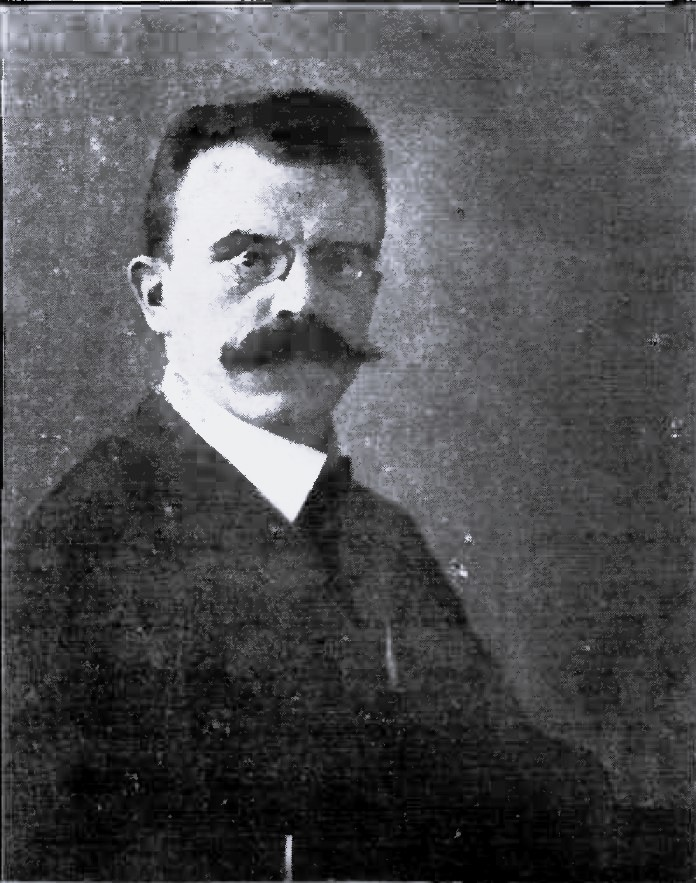
Erich Wallroth

Wilhelm Theodor Erich Wallroth (* 28. Januar 1876 in Berlin; † 6. Januar 1929 in Oslo) war ein deutscher Syndikus und Diplomat.

## Leben

### Herkunft
Erich Wallroth wuchs in einer großbürgerlichen, liberalen Berliner Familie auf; er war ein Sohn des Berliner Buchhändlers und Verlegers (Karl) Erich Wallroth und seiner Ehefrau Minna, geb. Kampffmeyer. Paul Kampffmeyer und Bernhard Kampffmeyer waren seine Onkel.

### Laufbahn
Nach Wallroths 1896 am Gymnasium in Fürstenwalde bestandenem Abiturexamen studierte er in München und Berlin Rechts- und Staatswissenschaft. Nach kurzer Tätigkeit im Preußischen Justizdienst wandte er sich dem Studium der Volkswirtschaft zu. 1902 wurde Dr. Wallroth Wissenschaftliche Hilfskraft bei der ihren Sitz in Berlin habenden Potsdamer Handelskammer.
Seit 1903 arbeitete Wallroth in der lübeckischen Handelskammer. Der seinerzeitige Syndikus der Kammer, Georg Kalkbrenner, wurde dort zu seinem Mentor und machte ihn mit der Ostseewirtschaft im Allgemeinen und der lübeckischen im Besonderen vertraut und weckte sein Interesse für jene Gebiete der Volkswirtschaft.
Als Kalkbrenner 1907 in den Senat gewählt und somit aus dem Sekretariat der Kammer ausschied, wählte die Kammer Wallroth wegen seines Wirkens in der Vermögensverwaltung der Kaufmannschaft zu Lübeck, der kaufmännischen Fortbildungsschule, sowie der Bugsier-, Kanalschleppbetriebs- und Hafengüterverwaltung zu dessen Nachfolger. An die Stelle der Verwaltungstätigkeit traten nun die Handels-, Verkehrs- und Industriepolitik der Ostseewirtschaft. Von ihm stammten die seinerzeit bzgl. der Handelspolitik vom Auswärtigen Amt gewürdigten umfassenden Denkschriften über den Zusatzvertrag von 1905 zum „deutsch-russischen Handelsvertrag“, wobei er auf seine 1902 mit der Berliner Staatswissenschaftlichen Vereinigung nach Russland unternommenen Studienreise gewonnenen Kenntnisse über die dortigen Verhältnisse zurückgreifen konnte. Als Anerkennung für seine Denkschrift über den „deutsch-schwedischen Handelsvertrag“ verlieh ihm der Senat 1911 den Titel „Syndikus“. Ebenso ist die Denkschrift über den „deutsch-finnländischen Handelsvertrag“ sowie den baltischen Wirtschaftsfragen zu nennen.
Ebenfalls zu erwähnen sind Wallroths größeren wissenschaftlichen Arbeiten, wie „Die Stellung Lübecks im Wettbewerb der deutschen Seeplätze“, „Die Grundlagen des Ostseehandels und seine Zukunft“, „Lübecks Handel mit Finnland“ erschien im Helsingforser „Mercator“, die Entwicklung des Verkehrs auf dem Elbe-Trave-Kanal in den ersten zehn Jahren seines Bestehens, zum Wasserstraßenbau Ostsee–Schwarzes Meer (Riga-Cherson), sowie die im Auftrag des Senates verfasste Denkschrift „Lübeck im neuen Reiche“. Zudem schrieb Wallroth eine Vielzahl von Aufsätzen für volkswissenschaftlicher Zeitschriften.
Bei der Gründung der „Deutsch-Finnische Vereinigung zur Unterstützung der politischen, kulturellen und wirtschaftlichen Unabhängigkeit Finnlands“ und Führung der Geschäfte wirkte er mit. Hierfür wurde er mit dem Finnischen Freiheitskreuz ausgezeichnet. Zeitweise war er auch als wirtschaftlicher Beirat des Rigaer Börsen-Komitees tätig.
Verkehrspolitisch trat Wallroth besonders für den Bau der Bahn von Lübeck nach Segeberg ein und führte auch die Direktionsgeschäfte der Lübeck-Segeberger Eisenbahn. Er unterstützte die Verwirklichung des Projektes der Bahn von Lübeck über Fehmarn nach Kopenhagen. Hierfür liegen verschiedene umfassende Denkschriften von ihm vor. Des Weiteren gehörte er dem Aufsichtsrat der „Lübecker Transportversicherungs-Gesellschaft“ sowie dem Vorstand des „Fremdenverkehrsvereins“ an.
Um sich in der Industrie- und Schifffahrtspolitik zu betätigen, fand er sowohl in seinem Amte, als auch als Geschäftsführer des Industrievereins, dessen illustrierte Werbeschrift er in Form des „Lübecker Industrieführers“ er, mannigfach Gelegenheit. Als Geschäftsführer des „Lübecker Kanal-Vereins“sowie als Mitglied des Verwaltungs- und Aufsichtsrates der Hochseefischerei Aktiengesellschaft „Trave“  und der Lübecker Fischhandelsgesellschaft u. a. m. nahm er die Lübecker Interessen wahr.
Doch Wallroth widmete sich auch gemeinnützigen und kommunalpolitischen Aufgaben. Er war Mitglied im Aufsichtsrat der „Deutschen Lebensversicherungsgesellschaft“, Geschäftsführer der „Kaufleute-Witwenkasse“, Vorsteher des Handelsmuseums, Vorstandsmitglied der Gesellschaft zur Beförderung gemeinnütziger Tätigkeit, Verwaltung- und Aufsichtsratsmitglied der Possehl-Stiftung, … Nach dem Krieg wurde er Mitglied der Bürgerschaft und hatte als Mitglied der gemeinsamen Verfassungskommission von Senat und Bürgerschaft sowie der Unterkommission einen besonderen Anteil an der neuen Lübeckischen Landesverfassung vom 23. Mai 1920.
Im Juli 1920 wurde Wallroth in den Reichsdienst berufen und war dort als Wirklicher Legationsrat und Vortragender Rat im Auswärtigen Amt tätig. Edmund Schüler berief als Leiter der Personalabteilung des Amtes eine Gruppe, zu der auch Wallroth gehörte, von bedeutenden Außenseitern aus Wirtschaft, Handel und Politik im Rahmen der Schülerschen Refom in den diplomatischen Dienst der Weimarer Republik. Hierbei wurden Schüler aus dem Kreis der im internationalen Handel erfahrenen Hanseaten bevorzugt. Schon bald nach seiner Berufung entsandte man Wallroth als Geschäftsträger nach Helsinki. Im Herbst 1921 wurde er als erster deutscher Gesandter nach Riga, in die neu gegründete Republik Lettland, gesandt. Im Frühjahr 1923 löste ihn hier Adolf Köster ab. Er wurde im Auswärtigem Amt als Nachfolger Adolf Georg von Maltzans als Ministerialdirektor der Leiter der Ostabteilung. Als den Vertreter der Politik Stresemanns, beurteilte jedoch ab 1927 die Möglichkeiten einer evolutionären Entwicklung in der UdSSR zunehmend skeptisch und plädierte für ein stärkere Westbindung Deutschlands.
Im März 1928 wurde Wallroth zum Gesandten in Oslo, sein Nachfolger als Leiter der Ostabteilung wurde Herbert von Dirksen, ernannt. Dort verstarb er kein Jahr darauf.

### Familie
Wallroth war seit Januar 1905 mit Marie Henriette, geborene Unterilp (* 1873 in Charlottenburg), einer Lehrerin, Aktivistin und Tochter eines Landmaschinenhändlers, verheiratet. Aus der Ehe gingen drei Kinder hervor.
Seine Frau übersetzte 1907 Ebenezer Howards Klassiker der Gartenstadt-Bewegung als Gartenstädte in Sicht und war ab 1914 Vorsitzende des Verbands Deutsche Frauenkleidung und Frauenkultur (heute Deutscher Verband Frau und Kultur).
Seine am 30. Juni 1906 geborene Tochter, Hilde Maria, promovierte (Dr. phil.) 1942 mit ihrer Dissertation Deutschland und Österreich-Ungarn: Beiträge zur deutsch-österreich-ungarischen Bündnispolitik in den Jahren vor dem Weltkriege an der Friedrich-Wilhelms-Universität in Berlin. Später war sie im Auswärtigen Dienst der Bundesrepublik, unter anderem an der Botschaft in Washington, D.C., tätig.

## Werke
- Das Verbot der Aufrechnung gegen Lohnforderungen: eine Abhandlung zum Recht des Bürgerlichen Gesetzbuches. Berlin: Chasté (1903), zugl. Diss. iur. Rostock
- Industrieführer. Lübeck: Rathgens 1910
- Lübeck und der Elbe-Trave-Kanal: ein Rückblick auf das erste Jahrzehnt des Bestehens des Kanals nebst einer Würdigung seiner wirtschaftlichen Bedeutung für Lübeck. Lübeck: Rahtgens 1910
- Die wirtschaftliche Lage Lübecks mit besonderer Berücksichtigung von Lübecks Wettbewerbsstellung im Ostseeverkehr. Lübeck: Borchers 1911
- Die baltischen Provinzen und Litauen. Lübeck: Rathgens 1915
- Die Grundlagen des Ostseehandels und seine Zukunft. Berlin: Mittler 1917
- Rußland. Band 1: Land, Volk und Wirtschaft. (= Aus Natur und Geisteswelt 562) Leipzig: Teubner 1918